# La Flaca
La Flaca – pierwszy album muzyczny zespołu Jarabe de Palo, nagrany w marcu 1996 roku w Barcelonie, wydany w 1997 roku przez wytwórnię EMI.

## Lista utworów
Źródło:
| Nr  | Tytuł utworu                   | Długość |
| --- | ------------------------------ | ------- |
| 1.  | „Quiero Ser Poeta”             | 3:32    |
| 2.  | „Vuela”                        | 3:29    |
| 3.  | „No Suelo Compararme”          | 3:03    |
| 4.  | „La Flaca”                     | 4:29    |
| 5.  | „Grita”                        | 3:35    |
| 6.  | „El Bosque De Palo”            | 3:29    |
| 7.  | „El Lado Oscuro”               | 4:44    |
| 8.  | „Quítame La Vida”              | 3:16    |
| 9.  | „Dueño De Mi Silencio”         | 3:28    |
| 10. | „Desamor”                      | 3:32    |
| 11. | „La Flaca” (wersja akustyczna) | 3:37    |
|     |                                | 40:14   |